# Mabô Kouyaté
Pour les articles homonymes, voir Kouyaté.
Mabô Kouyaté, né le 1er septembre 1989 à Neuilly-sur-Seine, dans les Hauts-de-Seine, et mort le 3 avril 2019 aux Lilas, en Seine-Saint-Denis, est un acteur franco-helvético-burkinabé, naturalisé malien.

## Biographie

### Jeunesse
Mabô Bacoundâ Ismaël Kouyaté est né le 1er septembre 1989 à Neuilly-sur-Seine, en Hauts-de-Seine, Mabô Kouyaté est le fils de l’acteur malien-burkinabé Sotigui Kouyaté et de la costumière, comédienne et metteuse en scène suisse-allemande Esther Siraba Kouyaté-Marty. Il a plusieurs demi-frères et demi-sœurs dont le comédien-réalisateur Dani Kouyaté et le conteur Hassane Kassi Kouyaté.

### Carrière
Il apparaît pour la première fois au cinéma dans Moi César, 10 ans ½, 1m39 de Richard Berry, puis dans le téléfilm Écoute, Nicolas, où il joue le rôle-titre. En 2011, il incarne Placide Louverture, fils de Toussaint Louverture né esclave en Haïti, devenu général de l'armée française puis gouverneur de Saint-Domingue, dans un téléfilm en deux parties diffusé pour la première fois à la télévision du 14 au 15 février 2012 sur France 2. En 2013, il joue le rôle principal dans le film tunisien L'Enfant du soleil de Taïeb Louhichi. En 2016, il est le partenaire de Gérard Depardieu dans Tour de France de Rachid Djaïdani, un film présenté à la Quinzaine des réalisateurs au Festival de Cannes.
Alors qu'il est enfant, on le voit déjà sur scène dans Œdipe ou la controverse, une pièce d'après Sophocle, Jean Anouilh et Bernard Chartreux adaptée, mise en scène et interprétée par son père. Il est ensuite l’adolescent Bakou dans Bakou et les adultes de Jean-Gabriel Nordmann, au Théâtre du Rond-Point, et retrouve son père pour le spectacle Soundjata Keïta présenté au Théâtre National d'Alger. Entre 2011 et 2013, il joue le chevalier Danceny dans Les Liaisons dangereuses, une pièce d’après Choderlos de Laclos mise en scène par John Malkovich, présentée à Paris au Théâtre de l'Atelier puis en tournée en Europe et aux États-Unis.
Il est aussi modèle photo et apparaît dans des campagnes de publicité, notamment pour Benetton et Afflelou.

### Mort
Il est retrouvé mort le 3 avril 2019 aux Lilas, en Seine-Saint-Denis,.

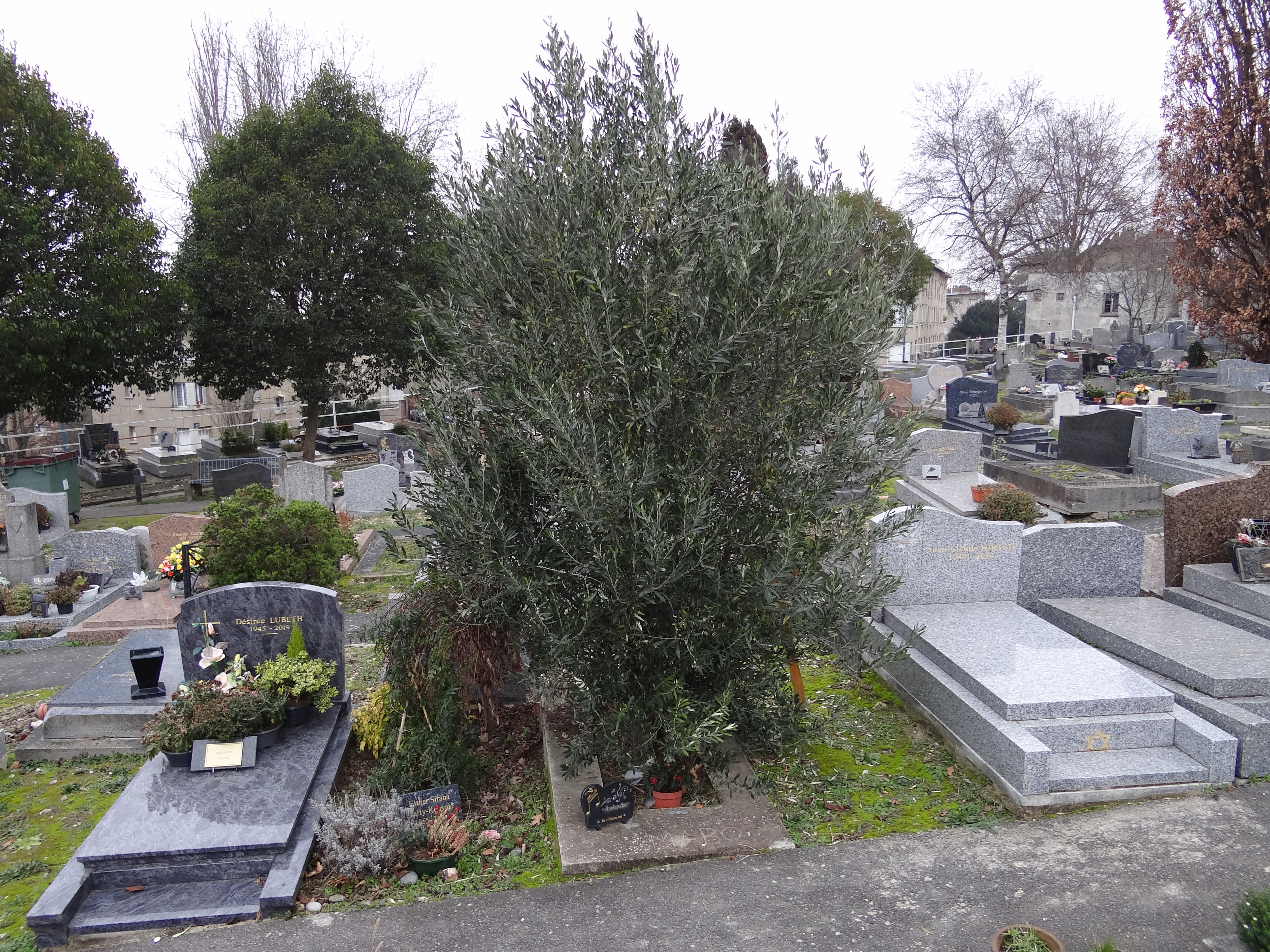
La tombe de Mabô Kouyaté au cimetière des Lilas (Seine-Saint-Denis).

Il est enterré le 18 avril 2019 au cimetière communal des Lilas (Seine-Saint-Denis), auprès de sa mère Esther Siraba Kouyaté-Marty, costumière, comédienne et metteuse en scène de nationalité suisse-allemande, décédée un an avant.
Les causes de sa mort restent à ce jour inconnues.

## Filmographie

### Cinéma

#### Longs métrages
- 2003 : Moi César, 10 ans ½, 1m39 de Richard Berry : Morgan Boulanger
- 2013 : L'Enfant du soleil de Taïeb Louhichi : Yanis
- 2016 : Tour de France de Rachid Djaïdani : Sphinx
- 2018 : Shipbreaker de Tim Fehlbaum
- 2019 : Anna de Luc Besson

#### Courts métrages
- 2014 : *Me there de Sarah Silberfeld : Mab
- 2014 : Je t'aime pas plus que moi de Donia Eden : Gaël
- 2014 : Les chaussettes rouges d'Aurélien Moulet et Caroline Pascal : le tatoué
- 2016 : Survie d'Aïmen Derriachi

### Télévision

#### Téléfilms
- 2002 : Écoute, Nicolas de Roger Kahane : Nicolas
- 2011 : Toussaint Louverture : Le Combat des aigles de Philippe Niang : Placide Louverture

#### Séries télévisées
- 2008 : Le QG de Leila Basen et David Preston, épisode pilote
- 2017 : Munch, saison 1, épisode 5 "Dernière danse" : Kévin Douillard
- 2017 : Engrenages, saison 6, épisode 4 de Frédéric Jardin : Brahim Dupuis
- 2018 : Section de recherches, saison 12, épisode 9 "Traquée" : Max / Hugo

## Théâtre
- 2002-2003 : Œdipe ou la controverse, d’après Sophocle, adaptation et mise en scène Sotigui Kouyaté, Théâtre des Bouffes du Nord
- 2003-2005 : Bakou et les adultes de Jean-Gabriel Nordmann, mise en scène Justine Heynemann, Théâtre du Rond-Point, en tournée
- 2005 : Huis clos de Jean-Paul Sartre, mise en scène Sophie Proust, Teatro Comunale Niccolini (San Casciano Val di Pesa)
- 2007-2009 : La Théorie de l'échec de Hichem Djemai, mise en scène Elodie Chanut, Théâtre Nanterre-Amandiers
- 2008-2009 : Soundjata Keïta de Sotigui Kouyaté, mise en scène de l’auteur, Théâtre National d'Alger
- 2009 : Multipeoption 14 de Heinz Gubler et Christine Rinderknecht, mise en scène des auteurs, pour la compagnie Gubcompany à Zurich, en tournée en Suisse
- 2010 : Salina d'Esther Siraba Kouyaté, mise en scène de l’auteur, tournée en Suisse et en Afrique
- 2011-2013 : Les Liaisons dangereuses de Pierre Choderlos de Laclos, adaptation Christopher Hampton, mise en scène John Malkovich, théâtre de l'Atelier, en tournée